# Бикерстафов енцефалитис
Бикерстафов енцефалитис можданог стабла (БЕ) или Бикерстафово запаљења можданог стабла јесте ретка инфламаторна, демијелинизујућа болест која генерално има добру прогнозу. За ово ретко имунолошки посредовано стање верује се да је једно од бројних стања која деле сличан имунолошки механизам, а заједнички се називају синдром анти-ГК1б ИгГ антитела.
Овај аутоимуни енцефалитис карактерише акутна дисфункција можданог стабла која се јавља неколико дана након инфекције или вакцинације. Милер Фишеров синдром и БЕ деле одређене сличности као што је присуство анти-ганглиозидних антитела.
Клиничка слика Бикерстафовог запаљења можданог стабла укључује прогресивну спољашњу офталмоплегију, атаксију, појачане дубоке рефлексе и оштећење свести. Прогноза је обично добра.
Анализа ликвора и антиганглиозидних антитела у серуму поред клиничке слике указују на  дијагнозу која се може потврдити  на магнетној резонантној томографији, на којој се виде карактеристичне лезије ограничене на дубоке мождане структуре, хиперинтензивниост у Т2 секвенци и појачана  контраст  у Т1 секвенци.

## Историја
Болестје 1951. године први описаао  Едвин Роберт Бикерстаф (1920-2007), познати британски неуролог, као веома редак ентитет који представља неколико клиничких и имунолошких сличности са Гилен-Бареовим синдромом (ГБС) и Милер-Фишеровим синдромом (МФС).

## Етиопатогенеза
Бикерстафов енцефалитис је акутна демијелинизирајућа патологија која погађа мождано стабло и јавља се неколико дана након заразне епизоде. Иако тачна патогенеза остаје нејасна, претпоставља се да је повезана са имунолошком реакцијом, изазваном претходном инфекцијом  патогенимаа као што су Campylobacter jejuni, Mycoplasma pneumonia и Haemophilus influenzae.
У време пандемије ковид 19 2020. године пријављен је случај Бикерстафовог енцефалитиса који се јавио након инфекције коронавирусом код 72-годишње жене.

## Клиничка слика
Бикерстафовог запаљења можданог стабла укључује:
- прогресивну спољашњу офталмоплегију,
- атаксију,
- појачане дубоке рефлексе и екстензорни плантарни одговор
- оштећење свести,
- поспаност,
- хемисензорни поремећај

## Дијагноза
Клиничке и биолошке карактеристике упућују на дијагнозу, која ће бити потврђена радиолошким снимањем. У 30% случајева, МРИ мозга ће показати подручја Т2 и ФЛАИР хиперсигнале у можданом стаблу, малом мозгу или таламусу. Побољшање контраста је непостојано. МРИ са ињекцијом се изводи у акутној фази и током опоравка. У међувремену, ФЛАИР секвенце се могу користиити за праћење.
Занимљиво је да је 66% пацијената који су били подвргнути МРИ кичме показало абнормалне налазе, као што су хиперинтензитет и/или појачање контраста коњског репа, нервних корена и медуларног конуса. Године 2007, Дебрукеле са сарадницима  је по први пут пријавио случај Бикерстафовог енцефалитиса откривен аспектом вентрикулитиса на МРИ код 74-годишњег мушкарца.
Даља испитивања ових пацијената могу укључити електрофизиолошке студије. ЕЕГ студије могу показати активност спорог таласа у опсегу х до д.
Електромиографија може открити смањену проводљивости моторних нерава, продужену дисталну латенцију, смањени мишићни акциони потенцијал једињења и одсутне или продужене Ф-таласе.

## Диференцијална дијагноза
Бикерстафов енцефалитис можданог стабла, Гилен-Бареов синдром  и Милер Фишеров синдром  имају неке сличности, укључујући присуство антиганглиозидних антитела. Заједно са ГБС и Милер Фишеровим синдромом, ова 3 синдрома чине спектар постинфективних демијелинизирајућих болести, који неки истраживачи сматрају синдромом различитих фенотипова истог имунолошког стања.

## Терапија
Већина пацијената се може лечити имунотерапијом, користећи плазмаферезу или интравенски имуноглобулин, појединачно или у комбинацији.
Оптимално ефикасан третман није утврђен.
Комбиновано лечење интравенозним имуноглобулином са  разменом плазме показало се ефикасним.  Употреба терапијске размене плазме (ТРП) резервисана је за тешке до фулминантне случајеве БЕ. Улога ТРП у синдрому преклапања БЕ и Гилен-Бареовог синдрома (ГБС) није много истражена, посебно у педијатријској популацији.
За разлику од претходног облика лечења, комбиновано лечење метилпреднизолоном и интравенозним имуноглобулином  показало се као контроверзно.

## Прогноза
Они пацијенти који испуњавају јасне дијагностичке критеријуме за Бикерстафово запаљења можданог стабла обично имају добру прогнозу.